# 楊徽
楊徽（1435年—？），字舜美，河南懷慶府河內縣（今沁陽市）人，明朝政治人物。進士出身。

## 生平
天順三年（1459年）己卯科河南鄉試第二名舉人。成化二年（1466年）丙戌科會試第二百三十四名，殿試登進士第三甲第二百零七名。歷官陝西副使，升山西按察使。

## 家族
曾祖楊好禮。祖父楊文秀，恩例冠帶。父楊志學，曾任教諭。